# Rafael Aragón Cabrera
Rafael Aragón Cabrera (Argentina, 16 de julio de 1911-1995) fue un dirigente y jugador del fútbol argentino que se desempeñó como presidente y jugador  del Club Atlético River Plate.
Bajo su mandato se acabó la sequía de 18 años sin títulos, se remodeló el Estadio Monumental para el mundial Argentina 1978 y apoyó el implemento del promedio para los descensos en 1983.

## Biografía
El expresidente de Hijos de Aragón Valera en 1960 fundó el CENIT Seguros Generales SA, una agencia de seguros. Y llegó a la presidencia del club en 1973. A su cargo el club volvió a ser campeón, consiguiendo siete títulos.

### Resultados electorales

#### 1975
| Candidato                   | Candidato                   | Agrupación                                 | Votos | %       |
| --------------------------- | --------------------------- | ------------------------------------------ | ----- | ------- |
|                             | Rafael Aragón Cabrera       | Frente Único de Reafirmación Riverplatense | 1 829 | 56,64%  |
|                             | Jorge Delfino               | MAR 25                                     | 808   | 25,02%  |
|                             | Julián Kent                 | Círculo de Integración Riverplatense       | 592   | 18,33%  |
| Total de votos válidos      | Total de votos válidos      | Total de votos válidos                     | 3 229 | 99,99%  |
| Votos nulos y blancos       | Votos nulos y blancos       | Votos nulos y blancos                      | 33    | 0,1%    |
| Total de sufragios emitidos | Total de sufragios emitidos | Total de sufragios emitidos                | 3 262 | 100,00% |

#### 1979
| Candidato                   | Candidato                   | Agrupación                                 | Votos | %       |
| --------------------------- | --------------------------- | ------------------------------------------ | ----- | ------- |
|                             | Rafael Aragón Cabrera       | Frente Único de Reafirmación Riverplatense | 4 533 | 52,58%  |
|                             | Julián Kent                 | Programa de Orientación Riverplatense      | 3 009 | 34,90%  |
|                             | Jorge Delfino               | MAR 25                                     | 634   | 7,35%   |
|                             | Jorge Kiper                 | Dale River                                 | 447   | 5,16%   |
| Total de votos válidos      | Total de votos válidos      | Total de votos válidos                     | 8 620 | 99,99%  |
| Votos nulos y blancos       | Votos nulos y blancos       | Votos nulos y blancos                      | 3     | 0,1%    |
| Total de sufragios emitidos | Total de sufragios emitidos | Total de sufragios emitidos                | 8 623 | 100,00% |

#### 1983
| Candidato                   | Candidato                   | Agrupación                                 | Votos  | %       |
| --------------------------- | --------------------------- | ------------------------------------------ | ------ | ------- |
|                             | Hugo Santilli               | Frente Renovador Riverplatense             | 5 468  | 52,05%  |
|                             | Julián Kent                 | Alianza para el Cambio                     | 2 755  | 26,22%  |
|                             | Rafael Aragón Cabrera       | Frente Único de Reafirmación Riverplatense | 2 282  | 21,72%  |
| Total de votos válidos      | Total de votos válidos      | Total de votos válidos                     | 10 505 | 99,99%  |
| Votos nulos y blancos       | Votos nulos y blancos       | Votos nulos y blancos                      | 11     | 0,1%    |
| Total de sufragios emitidos | Total de sufragios emitidos | Total de sufragios emitidos                | 6 319  | 100,00% |

#### 1985
| Candidato                   | Candidato                   | Agrupación                         | Votos | %       |
| --------------------------- | --------------------------- | ---------------------------------- | ----- | ------- |
|                             | Hugo Santilli               | Frente Renovador Riverplatense     | 3 979 | 63,47%  |
|                             | Alfredo Davicce             | Democracia a River                 | 1 066 | 17%     |
|                             | Rafael Aragón Cabrera       | Agrupación Círculo Riverplatense   | 950   | 15,15%  |
|                             | Carlos Lancioni             | Agrupación Tradicional River Plate | 274   | 4,37%   |
| Total de votos válidos      | Total de votos válidos      | Total de votos válidos             | 6 269 | 99,99%  |
| Votos nulos y blancos       | Votos nulos y blancos       | Votos nulos y blancos              | 4     | 0,1%    |
| Total de sufragios emitidos | Total de sufragios emitidos | Total de sufragios emitidos        | 6 273 | 100,00% |

## Palmarés

### Como presidente
| Título               | Club        | País      | Año  |
| -------------------- | ----------- | --------- | ---- |
| Torneo Metropolitano | River Plate | Argentina | 1975 |
| Torneo Nacional      | River Plate | Argentina | 1975 |
| Torneo Metropolitano | River Plate | Argentina | 1977 |
| Torneo Metropolitano | River Plate | Argentina | 1979 |
| Torneo Nacional      | River Plate | Argentina | 1979 |
| Torneo Metropolitano | River Plate | Argentina | 1980 |
| Torneo Nacional      | River Plate | Argentina | 1981 |